# Straumsnes (stacja kolejowa)
Straumsnes – stacja kolejowa w Straumsnes, w regionie Nordland, w Norwegii. Leży 13,76 km na wschód od Narwik. Jest położona na wysokości 177,8 m n.p.m.

## Ruch pasażerski
Leży na linii Ofotbanen. Stacja obsługuje ruch pasażerski z Kiruną, Luleå i Sztokholmem w ilości 4 pociągów dziennie. Jedynym przewoźnikiem są szwedzkie linie kolejowe SJ AB.

## Obsługa pasażerów
Poczekalnia, parking, WC. Odprawa pasażerów odbywa się w pociągu.